# Moto Guzzi Cross 50
De Moto Guzzi Cross 50 was een bromfiets van het merk Moto Guzzi die in 1974 op de markt kwam.

## Voorgeschiedenis
Van 1963 tot 1976 produceerde Moto Guzzi de Dingo-bromfietsen. Van 1970 tot 1973 was een van de modellen de "Dingo Cross". Toen in 1974 de 125 Tuttoterreno en de Turismo werden uitgebracht, vond men dat er in de bromfietsklasse twee vergelijkbare modellen moesten komen. Eén daarvan was de "Cross 50", het andere was de Nibbio.

## Cross 50
In vergelijking met de Dingo was de motor vernieuwd. Boring en slag bedroegen nu 40 x 39 mm, waardoor de cilinderinhoud op 49 cc kwam. Bovendien had de machine vijf versnellingen. De Cross 50 was bedoeld voor de weg, maar nadrukkelijk ook voor gebruik in het terrein. Daarom waren er twee achtertandwielen toegepast: de gearing kon worden aangepast door de ketting op de weg over het kleine tandwiel te leggen en in het terrein over het grotere. In 1976 kreeg de Cross 50 een facelift toen de uitlaat omhooggebogen werd, het luchtfilter werd vernieuwd en ook andere zijpanelen, een andere tank, andere spatborden en zelfs een licht gewijzigd frame werden toegepast.

## Technische gegevens
| Moto Guzzi             | Cross 50                                   |
| ---------------------- | ------------------------------------------ |
| Periode                | 1974-1982                                  |
| Categorie              | Offroad bromfiets                          |
| Motortype              | Tweetaktmotor                              |
| Bouwwijze              | dwarsgeplaatste staande eencilinder        |
| Cilinder               | Aluminium                                  |
| Cilinderkop            | Aluminium                                  |
| Carburateur            | Dell'Orto SHA 14.12                        |
| Ontsteking             | Vliegwielmagneet                           |
| boring                 | 40 mm                                      |
| slag                   | 39 mm                                      |
| Cilinderinhoud         | 49 cc                                      |
| Smeersysteem           | Mengsmering 20:1                           |
| Compressieverhouding   | 8:1                                        |
| Max. Vermogen          | 1,1 pk bij 3.750 tpm,                      |
| Topsnelheid            | 34,5 km/h                                  |
| Primaire aandrijving   | tandwielen                                 |
| Koppeling              | meervoudige natte platenkoppeling          |
| Versnellingen          | 5 Voetgeschakeld                           |
| Secundaire aandrijving | ketting                                    |
| frame                  | Dubbel wiegframe                           |
| Wielbasis              | 1210 mm                                    |
| Vering vóór            | Telescoopvork                              |
| Vering achter          | Swingarm met hydraulische schokdempers     |
| Wielen                 | Vóór WH 1/1.6 x 19", achter WH 1/1.6 x 17" |
| Banden                 | Vóór 2.50 x 19", achter 3.00 x 17"         |
| Rem(men)               | Trommelremmen                              |
| Gewicht                | 81 kg                                      |
| Tankinhoud             | 9,5 liter                                  |
| Voorganger             | Dingo Cross                                |
| Opvolger               | Geen                                       |